# Якут, Всеволод Семёнович
Все́волод Семёнович Яку́т (настоящая фамилия — Абрамо́вич; 1912—1991) — советский, российский актёр театра и кино, режиссёр эстрады, педагог. Народный артист СССР (1980). Лауреат Сталинской премии второй степени (1946).

## Биография
Всеволод Абрамович родился 30 января (12 февраля) 1912 года в Бодайбо (ныне Иркутской области).
В 1926—1927 годах — артист Якутского городского театра, в 1927 — Иркутского драматического театра. В 1927—1928 годах — клоун Новосибирского передвижного цирка.
В 1928—1929 годах учился на Курсах изобразительных искусств (ныне Иркутское художественное училище им. И.Л. Копылова), в 1929—1930 — в Высшем художественно-техническом институте в Москве на скульптурном факультете.
В 1929 году — артист студии Международного рабочего театра под руководством Н. А. Соколовского. В 1930 году перешёл в Театральную студию имени А. В. Луначарского под руководством М. А. Терешковича. Тогда же взял сценический псевдоним Якут. В 1930—1931 годах — артист Театра Союза революционных драматургов, в 1931 — Московского Синтетического театра. С 1931 года — актёр Театра-студии им. М. Ермоловой (ныне — Московский драматический театр имени М. Н. Ермоловой), в 1935—1937 — служил в Красной армии в качестве артиста Ташкентского театра Красной Армии Среднеазиатского военного округа.
С 1938 по 1991 год — актёр Московского драматического театра им. М. Н. Ермоловой.
Актёру были свойственны лаконизм выразительных средств и глубина трактовки образа.
Наиболее известная роль — А. С. Пушкин в пьесе А. П. Глобы «Пушкин». Премьера прошла в 1949 году. Затем, в течение почти 20 лет, сыграл эту роль 840 раз. Сыграл на сцене Театра им. М. Ермоловой и в других театрах около 100 ролей.
В качестве режиссёра ставил эстрадные номера в Государственном училище циркового и эстрадного искусства.
С 1955 года снимался в кино. Выступал на радио.
С 1962 по 1971 год преподавал в ГИТИСе, а также в Государственном училище циркового и эстрадного искусства.
Член КПСС с 1971 года.
Скончался 3 марта 1991 года на премьере спектакля «Калигула» по пьесе А. Камю (постановка А. А. Житинкина). Похоронен на Ваганьковском кладбище (34 уч.).

## Звания и награды
- Заслуженный артист РСФСР (26.07.1947)
- Народный артист РСФСР (1959)[6]
- Народный артист СССР (1980)[1]
- Сталинская премия второй степени (1946) — за роль Шуры Зайцева в спектакле «Старые друзья» Л. А. Малюгина[4]
- Орден Октябрьской революции (1976)
- Орден «Знак Почёта» (1967)
- Медаль «За доблестный труд в Великой Отечественной войне 1941—1945 гг.» (1946)
- Медаль «В память 800-летия Москвы» (1948)
- Медаль «В ознаменование 100-летия со дня рождения Владимира Ильича Ленина» (1970)
- Медаль «Ветеран труда»

## Творчество

### Роли в театре
- 1930 — «Коварство и любовь» Ф. Шиллера — Фердинанд
- 1937 — «Бедность не порок» А. Н. Островского — Митя
- 1939 — «Шторм» В. Н. Билль-Белоцерковского — Раевич[4][6]
- 1940 — «Как вам это понравится» У. Шекспира — Жак-Меланхолик
- 1940 — «Время и семья Конвэй» Дж. Пристли — Алан
- 1945 — «Укрощение укротителя» Дж. Флетчера — Роланд
- 1945 — «Бешеные деньги» А. Н. Островского — Григорий Борисович Кучумов
- 1946 — «Старые друзья» Л. А. Малюгина — Шура Зайцев
- 1949 — «Пушкин» А. П. Глобы — Александр Сергеевич Пушкин
- 1949 — «В конце лета» Н. Ф. Погодина — Благин
- 1951 — «Заря над Каспием» И. А. Касумова — Надир
- 1953 — «Европейская хроника» А. Н. Арбузова — Шарлюс
- 1953 — «Залог успеха» Ю. В. Трифонова — Мукомолов
- 1956 — «Чудак» Н. Хикмета — Ахмед
- 1957 — «Преступление и наказание» по Ф. М. Достоевскому — Родион Раскольников
- 1959 — «Сны Симоны Машар» Б. Брехта и Л. Фейхтвангера — Филипп Шавэ
- 1959 — «Два упрямца» Назыма Хикмета — Алексей Петрович
- 1961 — «Мой друг» Н. Ф. Погодина — руководящее лицо
- 1961 — «Северная мадонна» братьев Тур — Глен
- 1962 — «Суббота, воскресенье, понедельник» Э. де Филиппе — Пепино
- 1962 — «Игра без правил» Л. Р. Шейнина — Грейвуд
- 1963 — «Последние» М. Горького — Яков
- 1964 — «Дядя Багдасар» А. О. Пароняна — Багдасар
- 1965 — «Фунт мяса» А. Кусани — Боливер
- 1966 — «Бал воров» Ж. Ануя — лорд Эдгар
- 1970 — «Разлом» Б. А. Лавренёва — Евгений Иванович Берсенев
- 1977 — «Горное гнездо» по Д. Н. Мамину-Сибиряку — Прейн
- 1981 — «Дом, где разбиваются сердца» Б. Шоу — капитан Шотовер
- 1985 — «Дядя Ваня» А. П. Чехова — Александр Владимирович Серебряков
- 1987 — «Костюмер» Р. Харвуда — сэр Джон
- 1990 — «Калигула» А. Камю — старый патриций
- «Гавань бурь» по О. де Бальзаку  — главный герой
- «Чайка» А. П. Чехова — Треплев

### Фильмография
- 1947 — Свет над Россией — «Голубой»
- 1958 — Хождение за три моря — Мигуэль
- 1960 — Возвращение — Антонио
- 1961 — Подводная лодка (короткометражный) — капитан
- 1962 — Кубинская новелла (короткометражный) — Роберто Мартинес
- 1962 — Цепная реакция — автор
- 1963 — Самолёты не приземлились — Арсан
- 1965 — Игра без правил — Джеймс Грейвуд, полковник американской контрразведки, он же «иранский учёный Али Хаджар»
- 1967 — Операция «Трест» — Сидней Рейли
- 1967 — Сергей Лазо — Милкован
- 1969 — Обвиняются в убийстве — профессор Ковалёв
- 1970 — Хуторок в степи — Файг, хозяин частной гимназии
- 1970 — Я — 11-17 — Герман Мельх
- 1971 — Неожиданное рядом — Сергей Малюгин — «Карим»
- 1972 — Следствие ведут ЗнаТоКи. Несчастный случай (дело № 7) — свидетель
- 1972 — Командир счастливой «Щуки» — немецкий адмирал
- 1972 — Карнавал — старый клоун
- 1974 — Абу Райхан Беруни — Кабус
- 1976 — …И другие официальные лица — Дон-Хуан Мигель де Караско
- 1976 — Туфли с золотыми пряжками — королевский сыщик
- 1978 — Квартет Гварнери — Томсон
- 1978 — Плата за истину — Озирис
- 1980 — Белый снег России — Эмануил Ласкер
- 1982 — Низами — Мутазэил

### Телеспектакли
- 1956 — Хозяйка гостиницы — маркиз Форлипополи
- 1957 — Пушкин — Александр Сергеевич Пушкин
- 1963 — Бертильон 166
- 1964 — День рождения Жени — от автора
- 1966 — Товарищ Артём
- 1969 — Оправдание Паганини — Антонио Паганини / Никколо Паганини
- 1969 — Страницы живые — чтец
- 1971 — Суббота, воскресенье, понедельник — Пеппино
- 1972 — Лёгкий заработок
- 1974 — Мадемуазель Нитуш — полковник
- 1975 — Гаспароне — губернатор
- 1976 — Красная гостиница — Герман
- 1976 — Топаз — Мюш
- 1977 — Завтра в семь
- 1977 — Разлом — Берсенёв
- 1978 — Диалоги — Борис Семёнович Цитрин, психиатр
- 1979 — Горное гнездо — Прейн
- 1983 — Ложь на длинных ногах — Роберто Перретти, бизнесмен
- 1984 — Зелёная комната — Мартин Чиверел
- 1985 — Этот странный русский — Клод
- 1987 — Костюмер — сэр Джон

### Озвучивание мультфильмов
- 1977 — Полигон — генерал, председатель военной комиссии

### Озвучивание фильмов
- 1934 — Пышка — закадровый текст
- 1963 — Самолёты не приземлились
- 1969 — Цена — Соломон Грегори (роль Л. Свердлина)
- 1971 — Гойя, или Тяжкий путь познания — закадровый текст

### Участие в фильмах
- 1973 — Десятого февраля незадолго до трех часов пополудни (документальный)
- 1980 — Вспоминая Менделеева (документальный) — академик А. А. Байков